# Rodrigo Nunes de Oliveira
Rodrigo Nunes de Oliveira (* 11. Januar 1979) ist ein ehemaliger brasilianischer Fußballspieler.

## Karriere
Rodrigo spielte in seiner brasilianischen Heimat für den CFZ do Rio. 2000 unterschrieb er einen Vertrag beim japanischen Zweitligisten Vegalta Sendai. Für Sendai bestritt er fünf Zweitligaspiele. Von 2003 bis 2005 war er beim kuwaitischen Erstligisten al-Yarmouk SC unter Vertrag.